# Flå kommun
Flå kommun (norska: Flå kommune) är en kommun i Buskerud fylke i Norge. Kommunens centralort är Flå. Den är fylkets befolkningsmässigt minsta kommun.
Flå kommun ligger i den sydligaste delen av Hallingdal, i den mellersta delen av Buskeryd fylke och gränsar i norr till Sør-Aurdals kommun, i öster till Ringerike kommun, i söder till Krødsherads och Sigdals kommuner, i väster till Nore og Uvdals kommun samt i nordväst till Nesbyens kommun.

## Etymologi
På fornnordiska hette det som då var en socken Flóða, vilket är pluralis genitiv av flœð som betyder översvämning. Detta förmodligen eftersom översvämningar varit ett ständigt problem för gårdarna i floddalen. Före 1921 skrevs namnet Flaa.

## Administrativ historik
Flå kommun grundades den 1 januari 1905 när den skildes från Nes kommun.

## Tätorter
I Flå kommun finns inga tätorter.

## Socknar
Inom Norska kyrkan motsvaras Flå kommun av Flå socken i Hallingdals prosteri i Tunsbergs stift.

## Bilder

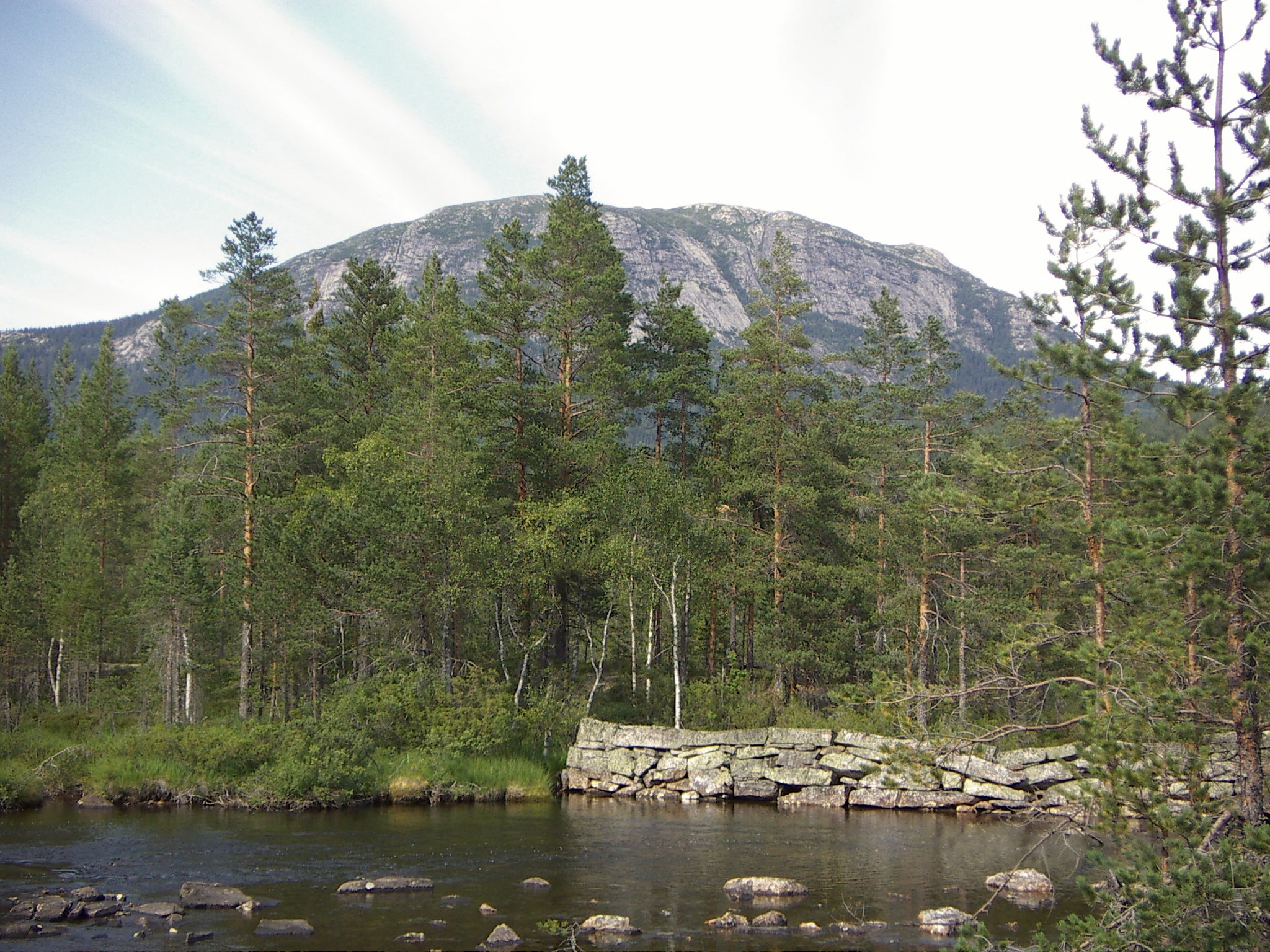
Bukollen (1122 m ö.h.).
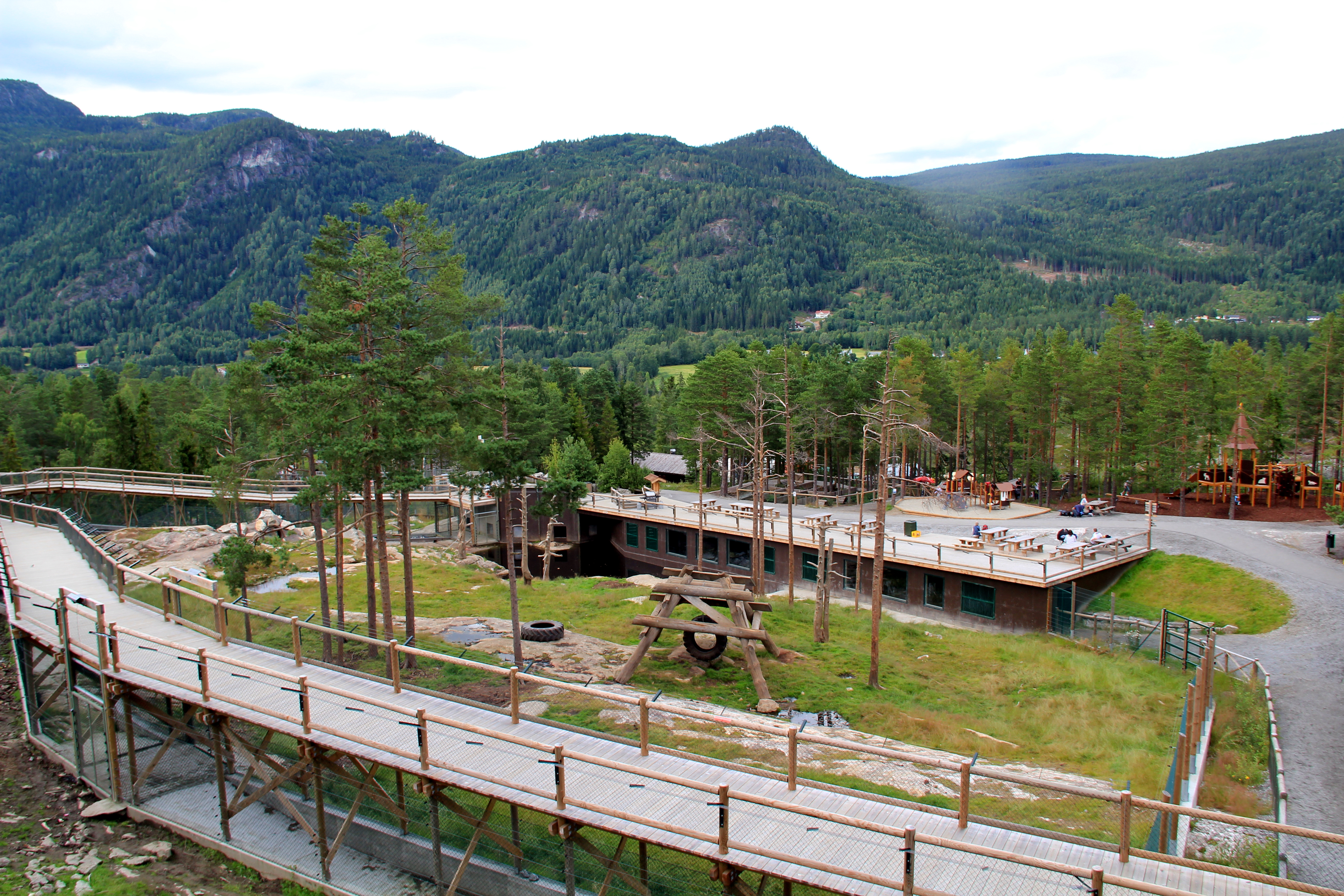
Djurparken Bjørneparken.
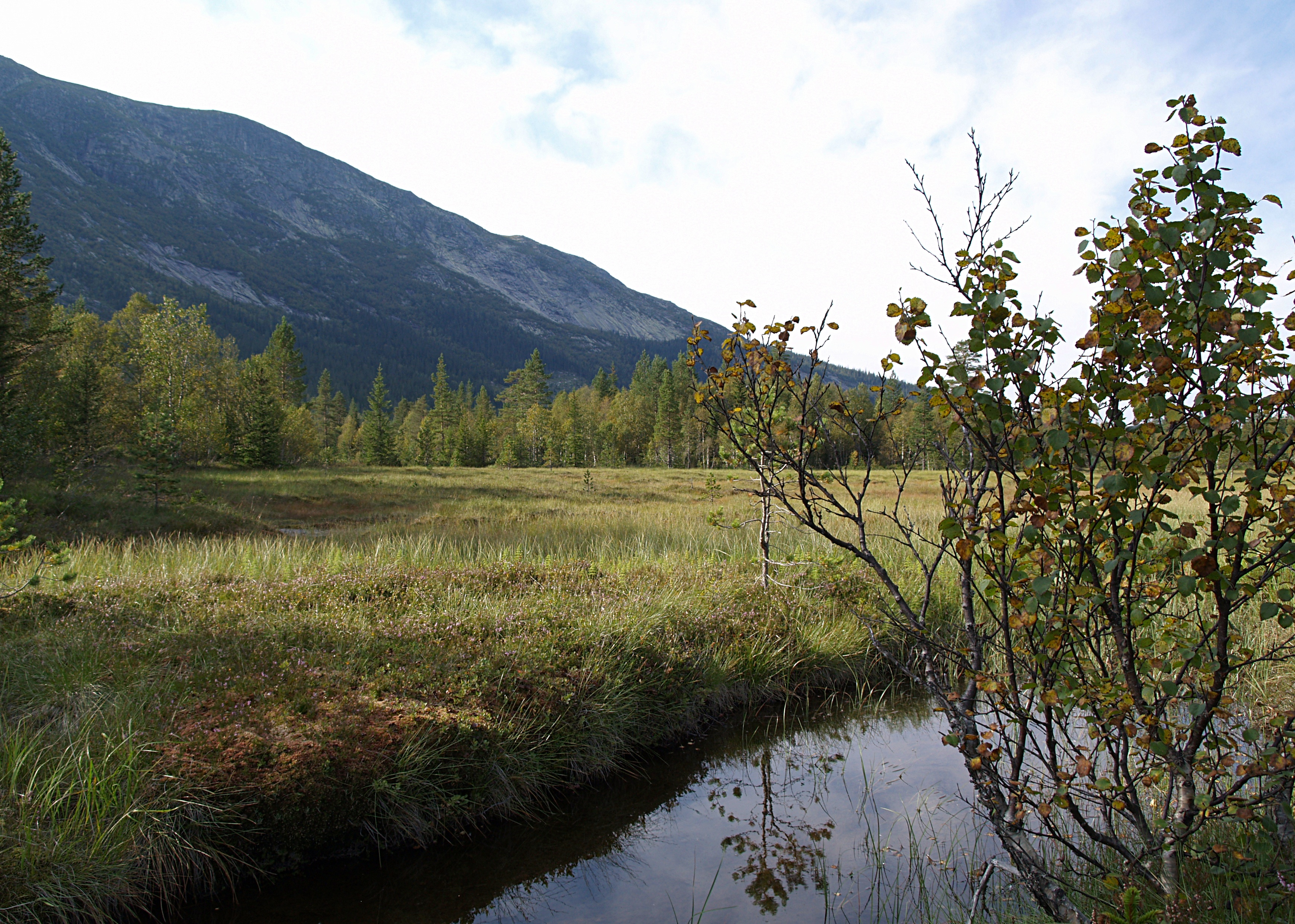
Cirka 34 procent av Vassfaret/Vidalen landskapsvernområde ligger i Flå kommun. På bilden syns Vidalen som är en del av naturskyddsområdet.